# Grand Prix-wegrace van Finland 1970
De Grand Prix-wegrace van Finland 1970 was de negende race van het wereldkampioenschap wegrace-seizoen 1970. De race werd verreden op 2 augustus 1970 op het stratencircuit Imatra (Zuid-Finland).

## Algemeen
In Finland werd Dieter Braun wereldkampioen 125 cc omdat Ángel Nieto, die alle races moest winnen om nog kans op de titel te maken, net als Braun uitviel. Zijspanrijder Klaus Enders moest opnieuw met zijn voormalige bakkenist Ralf Engelhardt rijden nu Wolfgang Kalauch geblesseerd was. Engelhardt en Enders waren een ingespeeld team, ze waren twee keer wereldkampioen geweest en wonnen ook deze race.

## 500cc-klasse
In de 500cc-race kwam Giacomo Agostini na de start in het middenveld terecht, terwijl de snelste start voor Christian Ravel (Kawasaki) en Gerhard Heukerott (400cc-Benelli) was. Na twee ronden had Ravel al 60 meter voorsprong op Ginger Molloy (Kawasaki). Agostini vocht zich echter naar voren maar moest hard werken om Molloy af te schudden. Molloy werd wel tweede en Alberto Pagani (Linto) werd derde. Ravel was intussen uitgevallen en Heukerott moest rustiger rijden omdat zijn motor olie lekte.

### Uitslag 500cc-klasse
| Pos | Coureur            | Merk          | Tijd      | Punten |
| --- | ------------------ | ------------- | --------- | ------ |
| 1   | Giacomo Agostini   | MV Agusta     | 57' 27" 8 | 15     |
| 2   | Ginger Molloy      | Kawasaki      | +1' 37" 6 | 12     |
| 3   | Alberto Pagani     | Linto         | +2' 25" 5 | 10     |
| 4   | Eric Offenstadt    | Kawasaki      | +2' 25" 9 | 8      |
| 5   | Tommy Robb         | Seeley        | +1 ronde  | 6      |
| 6   | Godfrey Nash       | Tickle-Norton | +1 ronde  | 5      |
| 7   | Steve Ellis        | Matchless     | +1 ronde  | 4      |
| 8   | Martti Pesonen     | Yamaha        | +2 ronden | 3      |
| 9   | Hans-Otto Butenuth | BMW           | +2 ronden | 2      |
| 10  | Jean Campiche      | Honda         | +2 ronden | 1      |
| 11  | Jim Curry          | Aermacchi     | +2 ronden |        |
| 12  | Jourko Ryhänen     | Matchless     | +3 ronden |        |
| 13  | Gerhard Heukerott  | Benelli       |           |        |

### Niet gefinished
| Pos                  | Merk          | Oorzaak |
| -------------------- | ------------- | ------- |
| Keith Turner         | Linto         |         |
| Theo Louwes          | Kawasaki      |         |
| Bo Granath           | Husqvarna     |         |
| Sven-Olov Gunnarsson | Kawasaki      |         |
| Terry Dennehy        | Drixton-Honda |         |
| Billie Nelson        | Paton         |         |
| Jack Findlay         | Seeley-Suzuki |         |
| Lewis Young          | Matchless     |         |
| Hannu Kuparinen      | Matchless     |         |
| Christian Ravel      | Kawasaki      |         |
| Osmo Hansen          | Matchless     |         |
| Gyula Marsovszky     | Kawasaki      |         |
| Paul Eickelberg      | Matchless     |         |
| John Dodds           | Linto         |         |
| Pentti Lehtelä       | Yamaha        |         |
| Dave Simmonds        | Kawasaki      |         |
| Paul Smart           | Seeley        |         |

### Top tien tussenstand 500cc-klasse
(Punten (tussen haakjes) zijn inclusief streepresultaten)
| Pos | Coureur           | Merk            | Ptn      |                  |
| --- | ----------------- | --------------- | -------- | ---------------- |
| 1   | Giacomo Agostini  | MV Agusta       | 90 (120) | (Wereldkampioen) |
| 2   | Ginger Molloy     | Kawasaki        | 42       |                  |
| 3   | Angelo Bergamonti | Aermacchi       | 32       |                  |
| 4   | Alberto Pagani    | LinTo           | 30       |                  |
| 5   | Tommy Robb        | Seeley          | 28       |                  |
| 6   | Alan Barnett      | Seeley          | 24       |                  |
| 7   | Christian Ravel   | Kawasaki        | 21       |                  |
| 8   | Martti Pesonen    | Yamaha          | 16       |                  |
| 8   | Peter Williams    | Matchless       | 16       |                  |
| 8   | Jack Findlay      | McIntyre-Seeley | 16       |                  |

## 350cc-klasse
In de 350cc-race nam Giacomo Agostini (MV Agusta) al snel de leiding over van Renzo Pasolini (Benelli) en hij begon met ongeveer 1 seconde per ronde weg te lopen. Na 7 ronden begon Pasolini het gat echter weer te dichten en hij naderde Agostini tot op 2 seconden. Dat was het gevolg van een gebroken remkabel op de MV Agusta. Uiteindelijk wist Pasolini Agostini zelfs te passeren, tot de bediening van zijn carburateurs begon te haperen. Pasolini kwam op twee cilinders de pit in. Kent Andersson werd daardoor tweede en Rodney Gould werd derde. Kel Carruthers had een slechte start en moest een inhaalrace rijden. Hij reed op het laatst 3 seconden per ronde sneller dan de fabrieks-Yamaha's, maar kwam niet verder dan de vierde plaats.
| Pos | Coureur          | Merk      | Tijd      | Punten |
| --- | ---------------- | --------- | --------- | ------ |
| 1   | Giacomo Agostini | MV Agusta | 56' 51" 4 | 15     |
| 2   | Kent Andersson   | Yamaha    | +2' 14" 8 | 12     |
| 3   | Rodney Gould     | Yamaha    | +2' 17" 1 | 10     |
| 4   | Kel Carruthers   | Yamaha    | +1 ronde  | 8      |
| 5   | Martti Pesonen   | Yamaha    |           | 6      |
| 6   | Bo Granath       | Yamaha    |           | 5      |
| 7   | Billie Nelson    | Yamaha    |           | 4      |
| 8   | Tommy Robb       | Yamaha    |           | 3      |
| 9   | Terry Dennehy    | Yamaha    |           | 2      |
| 10  | Chas Mortimer    | Yamaha    |           | 1      |

| Pos            | Merk    | Oorzaak    |
| -------------- | ------- | ---------- |
| Renzo Pasolini | Benelli | carburatie |

### Top tien tussenstand 350cc-klasse
(Punten (tussen haakjes) zijn inclusief streepresultaten)
| Pos | Coureur          | Merk      | Ptn      |                |
| --- | ---------------- | --------- | -------- | -------------- |
| 1   | Giacomo Agostini | MV Agusta | 90 (105) | Wereldkampioen |
| 2   | Kel Carruthers   | Benelli   | 58       |                |
| 3   | Renzo Pasolini   | Benelli   | 36       |                |
| 4   | Kent Andersson   | Yamaha    | 34       |                |
| 5   | Martti Pesonen   | Yamaha    | 24       |                |
| 6   | Rodney Gould     | Yamaha    | 16       |                |
| 6   | Billie Nelson    | Yamaha    | 16       |                |
| 6   | Karl Hoppe       | Yamaha    | 16       |                |
| 9   | Chas Mortimer    | Yamaha    | 15       |                |
| 9   | Alan Barnett     | Aermacchi | 15       |                |

## 250cc-klasse
In Finland was Kel Carruthers in de 350cc-klasse al slecht gestart, maar in de 250cc-klasse moest hij zelfs aan de staart van het veld aansluiten. In de derde ronde was hij al achtste, maar toen ging zijn tankdop open en de achterband werd nat door de benzine. Hij schoof van de baan een greppel in en moest de race staken. Rodney Gould bouwde intussen een voorsprong op ten opzichte van Kent Andersson. Günter Bartusch passeerde Andersson in de derde ronde en er ontstond een gevecht om de tweede plaats dat vijf ronden duurde. Toen liep de MZ van Bartusch vast. Andersson werd daarna nog aangevallen door Paul Smart, maar die kwam 1,6 seconden tekort om de tweede plaats te pakken. Jarno Saarinen, van wie veel werd verwacht in zijn thuisrace, haalde voor de eerste keer in het hele seizoen de finish niet. Hij viel in de vijfde ronde uit door een gebroken krukas.
| Pos | Coureur             | Merk   | Tijd      | Punten |
| --- | ------------------- | ------ | --------- | ------ |
| 1   | Rodney Gould        | Yamaha | 54' 51" 9 | 15     |
| 2   | Kent Andersson      | Yamaha | +13" 4    | 12     |
| 3   | Paul Smart          | Yamaha | +15"      | 10     |
| 4   | Börje Jansson       | Yamaha | +38" 8    | 8      |
| 5   | Keith Turner        | Yamaha | +1' 29"   | 6      |
| 6   | Roland Olsson       | Yamaha | +1' 29" 6 | 5      |
| 7   | Pentti Korhonen     | Yamaha | +1 ronde  | 4      |
| 8   | Lothar John         | Yamaha | +1 ronde  | 3      |
| 9   | Bob Coulter         | Yamaha | +1 ronde  | 2      |
| 10  | Adolf Ohligschläger | Yamaha | +1 ronde  | 1      |
| 11  | Teuvo Länsivuori    | Yamaha | +2 ronden |        |

| Pos             | Merk   | Oorzaak   |
| --------------- | ------ | --------- |
| Kel Carruthers  | Yamaha | val       |
| Günter Bartusch | MZ     | vastloper |
| Jarno Saarinen  | Yamaha | krukas    |

### Top elf tussenstand 250cc-klasse
| Pos | Coureur              | Merk   | Ptn |
| --- | -------------------- | ------ | --- |
| 1   | Rodney Gould         | Yamaha | 97  |
| 2   | Jarno Saarinen       | Yamaha | 57  |
| 2   | Kel Carruthers       | Yamaha | 57  |
| 4   | Kent Andersson       | Yamaha | 52  |
| 5   | Börje Jansson        | Yamaha | 33  |
| 6   | Chas Mortimer        | Yamaha | 30  |
| 7   | Santiago Herrero (†) | Ossa   | 27  |
| 8   | László Szabó         | MZ     | 20  |
| 9   | Günter Bartusch      | MZ     | 16  |
| 10  | Theo Bult            | Yamaha | 15  |
| 10  | Bosse Granath        | Yamaha | 15  |

## 125cc-klasse
Dieter Braun kreeg een tweede kans om de wereldtitel veilig te stellen in Finland. Aanvankelijk kon hij het gevecht met Ángel Nieto aangaan, maar na vier ronden scheurde een waterslang van zijn koelsysteem en moest hij stoppen. Nieto leek op de overwinning af te gaan, met 13 seconden voorsprong op een gevecht tussen Dave Simmonds en Börje Jansson. Twee ronden voor het einde brak er een zuiger in de Derbi en moest ook Nieto afstappen. Daarmee was Braun toch nog wereldkampioen 125 cc. Dave Simmonds won de Grand Prix van Finland, Thomas Heuschkel (MZ) werd tweede en Harmut Bischoff (MZ) werd derde. Door het uitvallen van Ángel Nieto kon de wereldtitel Dieter Braun niet meer ontgaan.
| Pos | Coureur          | Merk           | Tijd      | Punten |
| --- | ---------------- | -------------- | --------- | ------ |
| 1   | Dave Simmonds    | Kawasaki       | 48' 39" 5 | 15     |
| 2   | Thomas Heuschkel | MZ             | +41" 9    | 12     |
| 3   | Hartmut Bischoff | MZ             | +42" 1    | 10     |
| 4   | Bernd Köhler     | MZ             | +1' 35" 8 | 8      |
| 5   | Matti Salonen    | Yamaha         | +2' 03" 3 | 6      |
| 6   | Jerry Lancaster  | Drixton-Yamaha | +1 ronde  | 5      |
| 7   | Lothar John      | Yamaha         |           | 4      |
| 8   | Teuvo Länsivuori | Yamaha         |           | 3      |
| 9   | Walter Sommer    | Yamaha         |           | 2      |
| 10  | Mikko Hamunen    | Yamaha         |           | 1      |
| 11  | Bob Coulter      | Aermacchi      | +5 ronden |        |

| Pos          | Merk   | Oorzaak     |
| ------------ | ------ | ----------- |
| Dieter Braun | Suzuki | koelsysteem |
| Ángel Nieto  | Derbi  | zuiger      |

### Top tien tussenstand 125cc-klasse
Punten (tussen haakjes) zijn inclusief streepresultaten, slechts zes races telden mee.
| Pos | Coureur         | Merk      | Ptn     |                |
| --- | --------------- | --------- | ------- | -------------- |
| 1   | Dieter Braun    | Suzuki    | 84      | Wereldkampioen |
| 2   | Börje Jansson   | Maico     | 58 (63) |                |
| 3   | Dave Simmonds   | Kawasaki  | 57      |                |
| 4   | Ángel Nieto     | Derbi     | 42      |                |
| 6   | Toni Gruber     | Maico     | 31      |                |
| 7   | Aalt Toersen    | Suzuki    | 28      |                |
| 8   | László Szabó    | MZ        | 22      |                |
| 8   | Günter Bartusch | MZ        | 22      |                |
| 9   | Heinz Kriwanek  | Rotax     | 21      |                |
| 10  | John Dodds      | Aermacchi | 19      |                |

## Zijspanklasse
In de GP van Tsjecho-Slowakije was bakkenist Wolfgang Kalauch tijdens de training gewond geraakt en Klaus Enders had geluk dat zijn voormalige bakkenist Ralf Engelhardt als toeschouwer aanwezig was. Met Engelhardt in het zijspan won hij die race. In Finland wonnen Enders/Engelhardt opnieuw, terwijl Siegfried Schauzu/Peter Rutterford tweede werden met een ruime voorsprong op Arsenius Butscher/Josef Huber. Butscher had daarvoor wel enkele malen Georg Auerbacher van zijn lijn af gedwongen in zijn pogingen Auerbacher te passeren. Auerbacher moest van zijn lijn af om een ongeluk te voorkomen. Auerbacher behield vooralsnog de leiding in het wereldkampioenschap met 62 punten, maar Enders was nu tot 60 punten genaderd.

### Uitslag zijspanklasse
| Pos | Coureur               | Bakkenist                  | Merk | Tijd      | Punten |
| --- | --------------------- | -------------------------- | ---- | --------- | ------ |
| 1   | Klaus Enders          | Ralf Engelhardt            | BMW  | 48' 10" 4 | 15     |
| 2   | Siegfried Schauzu     | Peter Rutterford           | BMW  | +22"      | 12     |
| 3   | Arsenius Butscher     | Josef Huber                | BMW  | +41" 9    | 10     |
| 4   | Georg Auerbacher      | Hermann Hahn               | BMW  | +1' 49" 2 | 8      |
| 5   | Jean-Claude Castella  | Albert Castella            | BMW  | +2' 13" 2 | 6      |
| 6   | Heinz Luthringshauser | Armgard Neumann            | BMW  | +2' 35" 2 | 5      |
| 7   | Mick Boddice          | Clive Pollington           | BSA  | +1 ronde  | 4      |
| 8   | Richard Wegener       | Adi Heinrichs              | BMW  | +2 ronden | 3      |
| 9   | Ruben Bjarnemark      | Marianne Kjellmodin-Hansen | BMW  |           | 2      |
| 10  | Egon Schons           | Karl Lauterbach            | BMW  | +6 ronden | 1      |

### Top tien tussenstand zijspanklasse
Punten (tussen haakjes) zijn inclusief streepresultaten, slechts zes races telden mee.
| Pos | Coureur               | Bakkenist                                      | Merk          | Ptn     |
| --- | --------------------- | ---------------------------------------------- | ------------- | ------- |
| 1   | Georg Auerbacher      | Hermann Hahn                                   | BMW           | 62 (67) |
| 2   | Klaus Enders          | Wolfgang Kalauch en Ralf Engelhardt            | BMW           | 60      |
| 3   | Arsenius Butscher     | Josef Huber, Karl Lauterbach en Werner Metzger | BMW           | 55      |
| 4   | Siegfried Schauzu     | Horst Schneider en Peter Rutterford            | Apfelbeck-BMW | 49 (54) |
| 5   | Jean-Claude Castella  | Albert Castella                                | BMW           | 43      |
| 6   | Heinz Luthringshauser | Hans-Jürgen Cusnik en Klaas de Geus            | BMW           | 35      |
| 7   | Horst Owesle          | Julius Kremer                                  | Münch-URS     | 26      |
| 8   | Richard Wegener       | Adi Heinrichs                                  | BMW           | 22      |
| 9   | Tony Wakefield        | John Flaxman                                   | BMW           | 16      |
| 10  | Graham Milton         | John Thornton                                  | BMW           | 12      |

1932 · 1948 · 1949 · 1950 · 1951 · 1952 · 1953 · 1954 · 1955 · 1956 · 1957 · 1958 · 1959 · 1960 · 1961 · 1962 · 1963 · 1964 · 1965 · 1966 · 1967 · 1968 · 1969 · 1970 · 1971 · 1972 · 1973 · 1974 · 1975 · 1976 · 1977 · 1978 · 1979 · 1980 · 1981 · 1982